# Odontopera formosa
Odontopera formosa är en fjärilsart som beskrevs av George Duryea Hulst 1896. Odontopera formosa ingår i släktet Odontopera och familjen mätare. Inga underarter finns listade i Catalogue of Life.